# Кинцељова
Кинцељова (слч. Kynceľová) насељено је мјесто са административним статусом сеоске општине (слч. obec) у округу Банска Бистрица, у Банскобистричком крају, Словачка Република.

## Становништво
| Година:    | 1994. | 2004.    | 2014.   | 2024.   |
| ---------- | ----- | -------- | ------- | ------- |
| Број људи: | 278   | 345      | 376     | 393     |
| Разлика:   |       | +24,10 % | +8,98 % | +4,52 % |

| Година:    | 2023. | 2024.   |
| ---------- | ----- | ------- |
| Број људи: | 388   | 393     |
| Разлика:   |       | +1,28 % |

Према подацима о броју становника из 2011. године насеље је имало 385 становника.